# Fédération Diversité Proximité mutualiste
La Fédération Diversité Proximité mutualiste (FDPM), autre dénomination de l’Association Diversité Proximité mutualiste (ADPM) créée en 2006, est la deuxième force mutualiste de France représentant les petites et moyennes mutuelles de santé, après la FNMF. 
Elle compte aujourd'hui plus de 100 mutuelles et plus de 2,5 millions de personnes adhérentes. Son siège social est à Montpellier. Son président fondateur est Jean-Louis Span.

## Présentation
L’Assemblée générale du 11 juin 2009 de l’ADPM à Martigues fonde la Fédération avec pour objectif de défendre les petites et moyennes mutuelles sur le plan institutionnel. Le nombre de mutuelles adhérentes à l’ADPM en 2009 est de 50. 
Depuis 2009, la Fédération Diversité Proximité mutualiste défend et promeut le particularisme des petites et moyennes mutuelles en France. En réaction à la concentration des acteurs mutualistes et assurantiels, elle affirme que l’offre de couverture de soins diversifiées d’organismes à taille humaine est une réponse aux besoins des populations de chaque territoire : valeurs de proximité, solidarité, libre choix de sa complémentaire santé et de son praticien, tout comme l’attachement à une assurance maladie (sécurité sociale) forte comme premier niveau de garantie de la confidentialité des données. 
La FDPM défend le principe de « payeur aveugle » de la protection sociale complémentaire santé. Elle est attachée  à ce que les contrats de couverture complémentaire santé soient exclusivement de type individuel, permettant ainsi la mise en œuvre des solidarités intergénérationnelles. Elle est également attachée au maillage territorial de la mutualité, permettant la mise en œuvre d’un lien social.

## Ma mutuelle de village
La marque « Ma mutuelle de village » est déposée par l’ADPM à l’INPI , courant 2013. 
Le concept « mutuelle de village » est inspiré des petites mutuelles de village, autonomes, qui ont disparu dans la vague de fusions survenue après l’application du nouveau code de la mutualité en 2003. 
Il cible toute personne habitant une commune, les administrés et les employés communaux juste au-dessus des minima sociaux requis pour accéder à l’aide de l’acquisition d’une complémentaire santé.
La Mutuelle générale d'Avignon est la première mutuelle de France à avoir couvert les mutuelles de village et à avoir accompagné les autres mutuelles membres de l’ADPM vers ce dispositif,. Elle compte à ce jour[Quand ?] 55 mutuelles de villages avec 2 500 personnes couvertes, 3 villages lancés d'ici fin 2017, et 5 à 6 villages actuellement en pour-parler.
La première mutuelle de village a été mise en place par la Commune de Caumont-sur-Durance (Vaucluse) en septembre 2013,. D'autres communes ont suivi, dont la Mutuelle catalane de Perpignan, Pyrénées-Orientales, adhérente à l’ADPM, qui est à l’origine de la création de plus de 60 mutuelles de village, soit près d’une commune sur deux du département pour un nombre total de plus de 2 500 personnes couvertes.
En moyenne, une mutuelle de village, sous l’égide de l’ADPM, se crée tous les deux jours. Parmi les créations : Voisins-le-Bretonneux et l'Intercommunalité de Flers, toutes deux mises en place en 2016. 500 mutuelles de village en France se sont développées sous l’égide de l’ADPM, soit la majorité des acteurs mutualistes. Les autres mutuelles dites de village (1 500) sont à l’initiative de courtiers et d’assureurs.